# Medal „Za budowę Bajkalsko-Amurskiej Magistrali”
Medal „Za budowę Bajkalsko-Amurskiej Magistrali” (ros. Медаль «За строительство Байкало-Амурской магистрали») – radziecki medal cywilny.
Medal został ustanowiony dekretem Rady Najwyższej ZSRR z 8 października 1976 roku dla nagrodzenia osób zasłużonych w trakcie budowy Bajkalsko-Amurskiej Magistrali Kolejowej, statut odznaczenia został częściowo zmieniony dekretem z dnia 18 lipca 1980 roku.

## Zasady nadawania
Zgodnie z dekretem z dnia 8 października 1976 roku uprawnionymi do otrzymania medalu byli budowniczowie magistrali, pracownicy przedsiębiorstw budujących obiekty towarzyszące, osiedla robotnicze dla budowniczych, pracownicy przedsiębiorstw obsługujących pracowników oraz pracownicy instytutów naukowych i biur konstrukcyjnych odpowiedzialnych za badania i projekty związane z budową magistrali.
Warunkiem otrzymania medalu był co najmniej 3 letni okres pracy w przedsiębiorstwach, instytutach i biurach konstrukcyjnych związanych z budową magistrali.
Łącznie nadano ok. 170 tys. medali.

## Opis odznaki
Odznakę stanowi okrągły krążek wykonany z mosiądzu o średnicy 32 mm.
Na awersie znajduje się wizerunek budowniczych magistrali, kobiety i mężczyzny, w tle widoczne góry i jadący przez most pociąg. Z prawej strony u dołu napis ЗА СТРОИТЕЛЬСТВО БАЙКАЛО-АМУРСКОЙ МАГИСТРАЛИ (pol. „Za budowę Bajkalsko-Amurskiej Magistrali”).
Na rewersie w dolnej części fragment toru kolejowego, nad nim na szarfie napis БАМ (pol. „BAM”), nad nim zachodzące słońce, u góry sierp i młot. Wzdłuż obwodu z obu stron wieńce laurowe.
Medal zawieszony był na pięciokątnej blaszce obciągniętej wstążką koloru ciemnozielonego o szerokości 24 mm, wzdłuż krawędzi wąski paski koloru zielonego, w środku trzy jasnożółte paski o szerokości 3 mm, oddzielone od siebie dwoma wąskimi szarymi paskami.